# Maison du maître-éclusier (Saint-Pierre)
La maison du maître-éclusier est un édifice fédéral du patrimoine situé à Saint-Pierre, en Nouvelle-Écosse (Canada). Elle est située au bord du canal de Saint-Pierre et elle est l'une des plus vieilles maisons du village.
Elle a été construite en 1876 et a été classée le 14 décembre 2012.